# Повстання в Іраку (1991)
У березні 1991 після поразки іракських військ в ході війни в Перській затоці спалахнуло нове повстання в Іракському Курдистані. У квітні воно було придушене Саддамом Хусейном, проте потім сили НАТО, діючи за мандатом ООН, змусили іракців покинути частину Іракського Курдистану, де був створений так званий «Вільний Курдистан» з урядом з членів ДПК і ПСК. Остаточне звільнення Іракського Курдистану відбулося після падіння режиму Саддама Хусейна. В даний час там існує формально федеральний округ, а фактично напівнезалежна держава, президентом якої є Масуд Барзані.
У цей час в Туреччині виникає Робітнича партія Курдистану яку очолив Абдулла Оджалан на прізвисько «Апо» («Дядько»), унаслідок чого її прихильників називають «апочістамі». Після військового перевороту 1980 р. її члени втекли до Сирії, де, отримавши допомогу від сирійського уряду, почали збройну боротьбу проти турецької держави під гаслом «Єдиного, демократичного, незалежного Курдистану». Перша збройна акція була здійснена в 1984, до середини 90-х рр. РПК вже володіла армією в кілька тисяч (за її власним твердженням до 20 тисяч) «терористів» (партизанів) і розгалуженими політичними структурами в курдській діаспорі по всьому світу. Всього в результаті двадцятичотирирічного курдсько-турецького протистояння загинуло більше 35 тисяч чоловік. В 1998 р. Сирія під тиском Туреччини змушена була відмовитися від підтримки РПК і попросила Оджалана покинути країну, в іншому випадку їй загрожувало військове вторгнення з боку Туреччини; 15 лютого 1999 Абдулла Оджалан був захоплений турецькими спецслужбами (за сприяння американських і ізраїльських спецслужб) в Кенії, судимий і засуджений до смертної кари; під тиском курдської діаспори та світової спільноти смертна кара була замінена на довічне ув'язнення; в даний час Абдулла Оджалан утримується в одиночній в'язниці суворого режиму на острові Імрали.
Протягом багатьох років використання курдської мови в турецьких ЗМІ було заборонено. Курдський Алфавіт був сформований англійськими, російськими та французькими вченими в останньому столітті. Однак, під тиском світової громадської думки, поступової демократизації країни і в результаті зниження активності РПК, Туреччина почала поетапно пом'якшувати заборони в галузі використання курдської мови. З січня 2009 року Туреччина розпочала регулярні цілодобові телепередачі курдською мовою.
Нині курдське питання є одним із ключових під час обговорення подальшої євроінтеграції Туреччини. Європа вимагає більшої регіоналізації та автономізації курдів, а також дотримання їх прав відповідно до європейських стандартів.
| Прапор Іраку | Це незавершена стаття про Ірак. Ви можете допомогти проєкту, виправивши або дописавши її. |